# عبدالمنعم سعید
عبدالمنعم سعید (متولد ۹ نوامبر ۱۹۴۸) روزنامه‌نگار و سیاستمدار مصری است.

## زندگی‌نامه
دکترعبدالمنعم سعید زایش ۱۹۴۸ قاهره- مصر. رئیس سابق شورای سردبیری موسسهاهرام و ستون‌نویس و یادداشت‌نویس روزنامه الاهرام و قدیمی‌ترین و بانفوذترین روزنامه عربی و شرق الاوسط پرتیراژترین روزنامه عربی است. سردبیر مجله شرق نامه و یکی از ایران شناسان عرب است؛ و یکی از افرادی است که در دفاع از نام خلیج فارس در میان عربها پیشرو بوده‌است. وی علی‌رغم اینکه از ناصریستهای قبلی است اما همواره از ایران و تمدن ایران با عظمت و احترام یاد نموده‌است.

## دیدگاه در مورد نام خلیج فارس
در کتاب «تطویر العلاقات المصریه الایرانیه» نوشته مجموعه نویسندگان، چاپ مؤسسه مطالعات سیاسی و استراتژیک الاهرام (۲۰۰۲ قاهره در ص ۱۹۰) به نقل از آقای «پرفسوردکتر عبد المنعم سعید» رئیس مرکز تحقیقات سیاسی و استراتژیک الاهرام و نویسندهٔ شرق اوسط چنین آمده‌است: «به صراحت تمام بگویم هیچ مدرک و سند تاریخی ندیدم که نام خلیج فارس را بتوان مستند بر آن تغییر داد. در تمام نقشه‌ها و کتب تاریخی و حتی بعضی از سخنرانیهای جمال عبد الناصر و رهبران انقلاب از نام خلیج فارس صحبت شده‌است. اگر تغییر نام خلیج باعث ناراحتی مردم ایران است، چرا به حقیقت اعتراف نمی‌کنیم. باید شجاعت داشت و این در چهارچوب معیارهای علمی است». همچنین این اندیشمند مصری در مقاله دیگری در روزنامه الاهرام (۲۳ دسامبر ۲۰۰۲) در دفاع از نام خلیج فارس مقاله‌ای علمی و ارزشمند نوشته است و تغییر این نام تاریخی را محکوم نموده‌است. «پروفسور عبدالمنعم سعید» نویسندهٔ مشهور مصری در بخشی از گزارش سفر خود به تهران تحت عنوان «تقریر آخر من طهران» نوشته است: یکی از مکانهایی که در سفر ۹/۱۲/۲۰۰۲ بازدید کردم اداره اسناد و آرشیو وزارت امور خارجه بود. در آنجا صدها نقشهٔ جغرافیایی تاریخی وجود دارد که موقعیت ایران و جهان را در طول تاریخ نشان می‌دهد. برای من هیچ تعجبی نداشت که در همهٔ این نقشه‌ها که دوستان و دشمنان ایران اعم از اعراب و یونانیها تهیه کرده‌اند نام خلیج فارس وجود دارد. هیچ نقشهٔ تاریخی در شرق یا در غرب عالم و در هیچ کجای جهان با نام خلیج عر. بی وجود ندارد. بنابراین تغییر این نام به خلیج یا خلیج عر. بی یا هر نام دیگری برخورد غیر منطقی و غیر حکیمانه با حقایق تاریخی و جغرافیایی است. به نقل از کتاباسناد نام خلیج فارس، میراثی کهن و جاودان 

## تالیفات
وی دارای کتاب‌ها و مقاله‌های فراوانی است که بیشتر در موضوعات زیر قرار دارند.
- در موضوعات:
- ادارة الازمات الدولیة
- السیاسة الخارجیة الامریکیة
- الامن الاقلیمی
- الدراسات المستقبلیة فی العلاقات الدولیة
- نظریة الاندماج وتطبیقاتها فی العالم العربی

## گواهینامه‌های دانشوار
گواهی‌های دانشورانه
1. گواهینامه البکالور (بچلر) لیسانس - قاهرة ۱۹۷۰
2. گواهینامه الماجستیر(master) - دانشگاه شمال الینوی - آمریکا ۱۹۷۹
3. گواهینامه دکترا - دانشگاه شمال الینوی - == == ۱۹۸۲
4. گواهی خبرة عملی ۱۹۸۷